# City of New Orleans
City of New Orleans es el trigesimoprimer álbum de estudio del músico estadounidense Willie Nelson publicado por la compañía discográfica Columbia Records en 1984. El tema que da título al álbum, «City of New Orleans», originalmente grabada por Arlo Guthrie en 1972, alcanzó el primer puesto en la lista estadounidense de country y el 69 en la lista general Billboard 200. El álbum también llegó al puesto 24 en la lista canadiense de álbumes country.

## Lista de canciones
1. "City of New Orleans" (Steve Goodman) - 4:48
2. "Just Out of Reach" (Virgil Stewart, V. F. "Pappy" Stewart) - 3:37
3. "Good Time Charlie's Got the Blues" (Danny O'Keefe) - 2:52
4. "Why Are You Pickin' On Me" (Willie Nelson) - 2:26
5. "She's Out of My Life" (Tom Bahler) - 3:26
6. "Cry" (Churchill Kohlman) - 3:32
7. "Please Come to Boston" (Dave Loggins) - 4:17
8. "It Turns Me Inside Out" (Jan Crutchford) - 3:27
9. "Wind Beneath My Wings" (Larry Henley, Jeff Silbar) - 3:46
10. "Until It's Time for You to Go" (Buffy Sainte-Marie) - 4:06

## Personal
- Guitarra - Willie Nelson, Reggie Young, J.R. Cobb, Chips Moman
- Bajo - Mike Leech
- Teclados - Bobby Emmons, Bobby Wood
- Batería - Gene Chrisman
- Arpa - Mickey Raphael
- Trompeta - Wayne Jackson
- Saxofón barítono - Donald Sanders
- Saxofón alto - Jon Marett
- Coros - Toni Wine, Rick Yancey, Andy Black, Sherill Parks, Bobby Wood, J.R. Cobb, Chips Moman
- Orquestación - The A Strings

## Posición en listas
| País           | Lista              | Posición |
| -------------- | ------------------ | -------- |
| Estados Unidos | Billboard 200      | 69       |
| Estados Unidos | Top Country Albums | 1        |